# Hippodrome de Rouen-Mauquenchy
 (septembre 2017).
Si vous disposez d'ouvrages ou d'articles de référence ou si vous connaissez des sites web de qualité traitant du thème abordé ici, merci de compléter l'article en donnant les références utiles à sa vérifiabilité et en les liant à la section « Notes et références ».
L'hippodrome départemental de Rouen-Mauquenchy se situe à Mauquenchy en Seine-Maritime. C'est un hippodrome ouvert au trot avec une piste de 1 300 m en sable avec corde à gauche. 
Ouvert en 2005, il remplace l'hippodrome des Bruyères.
L’hippodrome de Mauquenchy s’étend sur 315 hectares dont 76 hectares sont occupés par l’emprise de l’hippodrome.
Cet équipement a été conçu pour être polyvalent et pour accueillir des activités équestres autres que les courses hippiques comme les rencontres de jumping, les parcours complets, le cross ou encore les concours d’attelage.
Ainsi, l’hippodrome est équipé de nombreuses installations qui en font un équipement de pointe :
- Une aire d’évolution a été prévue devant les tribunes ;
- Un ensemble d’aires sont réservées pour les professionnels : en plein air et en constructions, parking pour les propriétaires, aires de stationnement des vans, boxes à chevaux, aires d’évolution, rond de présentation. Toute cette partie s’installe au sud-ouest du site, dans un vallon protégé par le bois Gamet.

La piste de trot :
elle a été conçue aux meilleures caractéristiques de sécurité, rapidité et fiabilité. Le linéaire, à 2 m de la corde, est de 1 300 mètres. Le profil en long est presque plat (pente de 0,5 %). Le profil en travers avec 1 % en ligne droite et 10 % en dévers. La largeur est de 24 m en ligne droite d’arrivée et passe à 16 m en virage. La piste est conçue avec des remblais soignés pour garantir les caractéristiques de sol, drainage. Ce traitement permet ainsi de courir par tous les temps.
Les installations réalisées autour de la piste avec les tribunes, l’accueil, le café-restaurant et la halle font de l’hippodrome un endroit idéal aussi bien pour les professionnels du cheval que pour le grand public.
Pour accueillir les visiteurs :
- la halle multifonctions : 640 places assises dont 32 réservées aux personnes à mobilité réduite
- dans la tribune inférieure : 734 places assises
- dans tribune extérieure : 1 365 places assises
- 35 guichets pour les paris
- 900 places parking public
- 50 places parking presse
- 77 places parking pour les vans
- 427 places parking pour les propriétaires de chevaux

Des aires de stationnement pour les visiteurs sont organisées en allées dont la capacité de base est de 600 places avec en complément une prairie renforcée de 12 000 m2 pour accueillir de voitures le jour de grandes manifestations. Un ensemble de traitement paysager a été aussi privilégié pour que le projet s’inscrive en douceur dans l’esprit du pays de Bray avec un raccordement des talus en pente douce, une remise en herbe après travaux, la création de haies et la plantation de quelques bosquets pour se raccorder au contexte agricole.

## Présidence
Jacques BRION : Octobre 2005 - Mai 2011
Jean FOURNIER : Mai 2011 - Avril 2014
Michel LEJEUNE : Avril 2014 - Avril 2016
Jean FOURNIER : Avril 2016 - Actuel